# Voigtstedt
Voigtstedt é uma localidade e antigo município da Alemanha localizado no distrito de Kyffhäuserkreis, estado da Turíngia.  Pertence ao Verwaltungsgemeinschaft de Mittelzentrum Artern. Desde janeiro de 2019, forma parte do município de Artern.

## Demografia
Evolução da população (em 31 de dezembro de cada ano):
| - 1994 - 1.183 - 1995 - 1.172 - 1996 - 1.169 - 1997 - 1.141 | - 1998 - 1.133 - 1999 - 1.104 - 2000 - 1.085 - 2001 - 1.064 | - 2002 - 1.068 - 2003 - 1.063 - 2004 - 1.049 - 2005 - 1.040 | - 2006 - 1.031 - 2007 - 1.016 |

Fonte: Thüringer Landesamt für Statistik